# Balingasal
Balingasal is een bestuurslaag in het regentschap Kebumen van de provincie Midden-Java, Indonesië. Balingasal telt 2072 inwoners (volkstelling 2010).